# UEFA EURO 2016予選

本大会出場
予選敗退

UEFA EURO 2016の予選は、2014年9月から2015年11月にかけて開催された。
本大会はフランスで行われるため、同国は開催国として予選が免除される。予選は開催国・フランスを除くUEFAに加盟する53の国と地域が23の本大会出場権を懸けて争う予定である。また、ジブラルタルが予選に初めて出場した。

## 本大会出場国
| 出場国・地域   | 予選            | 出場決定日     | 出場大会1                                                             |
| -------------- | --------------- | -------------- | --------------------------------------------------------------------- |
| フランス       | 開催国          | 2010年 5月28日 | 8 (1960,1984,1992,1996,2000,2004,2008,2012)                           |
| イングランド   | グループE1位    | 2015年 9月5日  | 8 (1968, 1980, 1988, 1992, 1996, 2000, 2004, 2012)                    |
| チェコ         | グループA1位    | 2015年 9月6日  | 8 (1960, 1976, 1980, 1996, 2000, 2004, 2008, 2012)                    |
| アイスランド   | グループA2位    | 2015年 9月6日  | 0（初出場）                                                           |
| オーストリア   | グループG1位    | 2015年 9月8日  | 1（2008）                                                             |
| 北アイルランド | グループF1位    | 2015年10月8日  | 0（初出場）                                                           |
| ポルトガル     | グループI1位    | 2015年10月8日  | 6 (1984, 1996, 2000, 2004, 2008, 2012)                                |
| スペイン       | グループC1位    | 2015年10月9日  | 9 (1964, 1980, 1984, 1988 1996, 2000, 2004, 2008, 2012)               |
| スイス         | グループE2位    | 2015年10月9日  | 3 (1996, 2004, 2008)                                                  |
| イタリア       | グループH1位    | 2015年10月10日 | 8 (1968, 1980, 1988, 1996, 2000, 2004, 2008, 2012)                    |
| ベルギー       | グループB1位    | 2015年10月10日 | 4 (1972, 1980, 1984, 2000)                                            |
| ウェールズ     | グループB2位    | 2015年10月10日 | 0（初出場）                                                           |
| ルーマニア     | グループF2位    | 2015年10月11日 | 4 (1984, 1996, 2000, 2008)                                            |
| アルバニア     | グループI2位    | 2015年10月11日 | 0（初出場）                                                           |
| ドイツ         | グループD1位    | 2015年10月11日 | 11 (1972, 1976, 1980, 1984, 1988, 1992, 1996, 2000, 2004, 2008, 2012) |
| ポーランド     | グループD2位    | 2015年10月11日 | 2 (2008, 2012)                                                        |
| ロシア         | グループG2位    | 2015年10月12日 | 10（1960, 1964, 1968, 1972, 1988, 1992, 1996, 2004, 2008, 2012）      |
| スロバキア     | グループC2位    | 2015年10月12日 | 0（初出場）                                                           |
| クロアチア     | グループH2位    | 2015年10月13日 | 4 (1996, 2004, 2008, 2012)                                            |
| トルコ         | 3位最上位チーム | 2015年10月13日 | 3 (1996, 2000, 2008)                                                  |
| ハンガリー     | プレーオフ勝者  | 2015年11月15日 | 2 (1964, 1972)                                                        |
| アイルランド   | プレーオフ勝者  | 2015年11月16日 | 2 (1988, 2012)                                                        |
| スウェーデン   | プレーオフ勝者  | 2015年11月17日 | 5 (1992, 2000, 2004, 2008, 2012)                                      |
| ウクライナ     | プレーオフ勝者  | 2015年11月17日 | 1 (2012)                                                              |

1 太字 は優勝した大会。イタリック は開催国となった大会。

## 出場予定チーム
UEFAに加盟する54の国と地域のうち、開催国のフランスを除く53の国と地域に予選の参加資格がある。

### シード順
シード順は、2014年1月24日に発表された。
| ポット1                  | ポット1 | ポット1 |
| チーム                   | Pt      | 順位    |
| ------------------------ | ------- | ------- |
| スペイン1                | 42,158  | 1       |
| ドイツ                   | 41,366  | 2       |
| オランダ                 | 38,541  | 3       |
| イタリア                 | 35,343  | 4       |
| イングランド             | 34,885  | 5       |
| ポルトガル               | 34,314  | 6       |
| ギリシャ                 | 33,540  | 7       |
| ロシア3                  | 32,946  | 8       |
| ボスニア・ヘルツェゴビナ | 31,416  | 9       |

| ポット2      | ポット2 | ポット2 |
| チーム       | Pt      | 順位    |
| ------------ | ------- | ------- |
| ウクライナ   | 31,156  | 10      |
| クロアチア   | 30,652  | 12      |
| スウェーデン | 30,111  | 13      |
| デンマーク   | 29,660  | 14      |
| スイス       | 29,572  | 15      |
| ベルギー     | 28,732  | 16      |
| チェコ       | 28,234  | 17      |
| ハンガリー   | 27,802  | 18      |
| アイルランド | 26,733  | 19      |

| ポット3      | ポット3 | ポット3 |
| チーム       | Pt      | 順位    |
| ------------ | ------- | ------- |
| セルビア     | 25,985  | 20      |
| トルコ       | 25,955  | 21      |
| スロベニア   | 25,834  | 22      |
| イスラエル   | 25,442  | 23      |
| ノルウェー   | 25,341  | 24      |
| スロバキア   | 25,333  | 25      |
| ルーマニア   | 25,038  | 26      |
| オーストリア | 24,572  | 27      |
| ポーランド   | 23,095  | 28      |

| ポット4        | ポット4 | ポット4 |
| チーム         | Pt      | 順位    |
| -------------- | ------- | ------- |
| モンテネグロ   | 22,991  | 29      |
| アルメニア2    | 22,861  | 30      |
| スコットランド | 22,234  | 31      |
| フィンランド   | 22,001  | 32      |
| ラトビア       | 20,771  | 33      |
| ウェールズ     | 20,551  | 34      |
| ブルガリア     | 20,391  | 35      |
| エストニア     | 19,988  | 36      |
| ベラルーシ     | 19,646  | 37      |

| ポット5           | ポット5 | ポット5 |
| チーム            | Pt      | 順位    |
| ----------------- | ------- | ------- |
| アイスランド      | 19,243  | 38      |
| 北アイルランド    | 19,201  | 39      |
| アルバニア        | 19,151  | 40      |
| リトアニア        | 19,026  | 41      |
| モルドバ          | 18,301  | 42      |
| 北マケドニア      | 17,376  | 43      |
| アゼルバイジャン2 | 16,901  | 44      |
| ジョージア3       | 16,766  | 45      |
| キプロス          | 14,235  | 46      |

| ポット6            | ポット6 | ポット6 |
| チーム             | Pt      | 順位    |
| ------------------ | ------- | ------- |
| ルクセンブルク     | 14,050  | 47      |
| カザフスタン       | 13,961  | 48      |
| リヒテンシュタイン | 12,220  | 49      |
| フェロー諸島       | 11,751  | 50      |
| マルタ             | 10,740  | 51      |
| アンドラ           | 8,560   | 52      |
| サンマリノ         | 7,420   | 53      |
| ジブラルタル1      | 0       | 54      |

組み合わせ抽選会は、2014年2月23日にニースのパレ・デ・コングレ・ザクロポリで行われた。
抽選の手順は以下の通りである。
- ポット1から6にはグループAからHのボールが入り、グループIのボールはポット1から5に入る。
- テレビ放映権の兼ね合いで、イングランド、ドイツ、イタリア、スペイン、オランダの各国は6つの国・地域のグループに振り分けられる。
- 以下の3組については政治的衝突に関連し、別の組に振り分けられる。
  1. スペインとジブラルタル（ジブラルタル帰属問題参照）[9]
  2. アルメニアとアゼルバイジャン（ナゴルノ・カラバフ参照）
  3. グルジアとロシア（南オセチア、アブハジア、南オセチア紛争 (2008年)参照）
- 開催国のフランス（ポイント：30,992、順位：11位）は予選が免除されているが、予選開催中はグループIにおいて試合のないチームとの親善試合を行う。あたかもこのグループに入り予選を行うようなイメージであるが、あくまでも親善試合であり、これらの試合結果は対戦相手のグループステージの成績には反映されない。

## 開催方式
UEFAに加盟する53の国と地域が6か国からなる8組と、5か国からなる1組、計9組に分かれ、ホーム・アンド・アウェーでの総当たりリーグ戦を行う。各グループの首位と2位が予選を通過し、3位の9か国のうち成績が最も上位の国も予選を通過。残る3位の8か国が2か国ずつ4組に分かれホーム・アンド・アウェーでのプレーオフを行い、勝利した4か国が予選を通過する
。
また、各グループで勝ち点が同点のチームが2つ以上ある場合は、以下の順に比較して順位を決定する。
1. 当該チーム同士の対戦における、獲得ポイントの多少
2. 当該チーム同士の対戦における、得失点差
3. 当該チーム同士の対戦における、ゴール数の多少
4. 当該チーム同士の対戦における、アウェイゴールの多少
5. 1.〜4.を適用後においても2チーム以上に差がつかない場合は、それらチームに1.〜4.を適用して再度比較する。それでも決着しない場合は、6.以下へ進む。
6. 当該チームの全試合における、得失点差
7. 当該チームの全試合における、ゴール数の多少
8. 当該チームの全試合における、アウェイゴールの多少
9. 当該チームの全試合における、フェアプレーランキングの比較
10. UEFAランキング（シード順）